# شاتيون
شاتيون، (بالفرنسية: Châtillon)‏، تنطق:(‎:ʃɑ.ti.jɔ̃‏)، هي بلدية في الضواحي الجنوبية الغربية لباريس، فرنسا. وهي تقع على بعد 7 كم (4.3 ميل) من وسط باريس.

## توأمة
لشاتيون اتفاقيات توأمة مع كل من:
- مرسيبورغ
- جنزانو دي روما
- Aywaille [الإنجليزية]‏